# Větrný mlýn Poruba (Ostrava)
Větrný mlýn v Porubě v Ostravě je zaniklý mlýn německého typu, který stál jižně od ulice Záhumenní. V letech 1958–1993 byl chráněn jako nemovitá kulturní památka České republiky.

## Historie
Větrný mlýn byl postaven roku 1901 sedlákem Josefem Tichým. Téhož roku koupil Tichý vnitřní zařízení jednoho z mlýnů v Těškovicích na Opavsku, který byl poškozen požárem, a do porubského mlýna jej přemístil; jednalo se například o kovové převodové hřídele a mlýnské kameny.
Tichý vytvořil model svého mlýna a ve 30. letech 20. století jej vystavil na Zemské hospodářské výstavě v Hradci nad Moravicí. Na výstavě ale vypukl požár a model porubského větřáku byl zničen.
V roce 1943 byl mlýn odstaven a zapečetěn, aby se v něm nemohlo mlít načerno obilí. 24. března 1991 vyhořel.

## Popis
Mlýn byl postaven na čtvercovém půdorysu 4 × 4 metry. Jeho dřevěná stavba se od jiných mlýnů tohoto typu odlišovala tím, že funkci dřevěného trámu kříže a vzpěr zastupovala kruhová podezdívka z cihel.
Model mlýna v měřítku 1:5 zhotovený v roce 2017 vnukem Josefa Tichého je spolu s původními mlecími kameny vystavený na zahradě naproti místu, kde kdysi mlýn stával.